# Apache Cassandra
Apache Cassandra（アパッチ カサンドラ）は、オープンソースの分散データベース管理システムである。元はFacebook社において大規模データの格納のために開発されたものである。Facebookのデータチームを率いるJeff HammerbacherはCassandraをAmazon DynamoDBのようなインフラストラクチャ上で動作するBigTableデータモデルであると表現している。

## 概要
Cassandraはイベンチュアル・コンシステンシーにより構造化されたキー・バリュー型データストアを提供する。キーは複数の値にマッピングされ、これらはcolumn familyとしてグルーピングされる。column familyはCassandraデータベースが作成される際は固定されているが、後にfamilyに対し列を追加することは可能である。さらに、列は特定のキーにのみ追加されるので、どのfamilyにおいても異なるキーは任意の列数を持つことができる。各キーに対応するcolumn familyの値は連続して記録され、このことによりCassandraは列指向データベース管理システムと行指向データベースシステムの複合型であると言える。
Facebook社は2008年7月にCassandraをオープンソースソフトウェアとして公開した。2009年3月からApache Incubatorプロジェクトとなり、2010年2月にはトップレベルプロジェクトに引き上げられた。

## JSON対応
2015年にApache Cassandra 2.2がリリースされJSONに対応した。
Cassandra 2.2は、2014年9月に公開されたバージョン2.1に続く最新版となる独自のクエリ言語「Cassandra Query Language (CQL) 3」では「SELECT JSON」や「INSERT JSON」に対応したほか、toJson()およびfromJson()関数が加わり、JSONフォーマットでのデータの読み書きが可能となった。CQL 3そのものも強化が加わっている。